# Afgeplatte grondbekerzwam
De afgeplatte grondbekerzwam (Geopora tenuis) is een paddenstoel uit de familie Pyronemataceae.  De soort staat niet op de rode lijst van het IUCN. De soort is een saprofiet. 

## Kenmerken
Het vruchtlichaam van de afgeplatte grondbekerzwam heeft een beker- tot schotelvormige vorm en heeft aan de binnenkant een grijze tot witgele kleur. De buitenkant van het vruchtlichaam is behaard en heeft een geelbruine tot rossig bruine kleur. De bovenkant van het vruchtvlees heeft een gespleten rand. De spleten hebben geen vast patroon. De soort zet zich niet stevig in de bodem vast. De soort verankert zich maar in de eerste 1 a 2 centimeter van de ondergrond. De soort komt voor in loofbossen op voedselrijke klei- en leemgronden.

## Synoniemen
- Humaria tenuis Fuckel (1871)
- Lachnea tenuis (Fuckel) Sacc. (1889)
- Sepultaria tenuis (Fuckel) Boud. (1907)
- Lachnea tenuis var. kavinae Svrcek (Fuckel) Boud. (1948)